# Czar

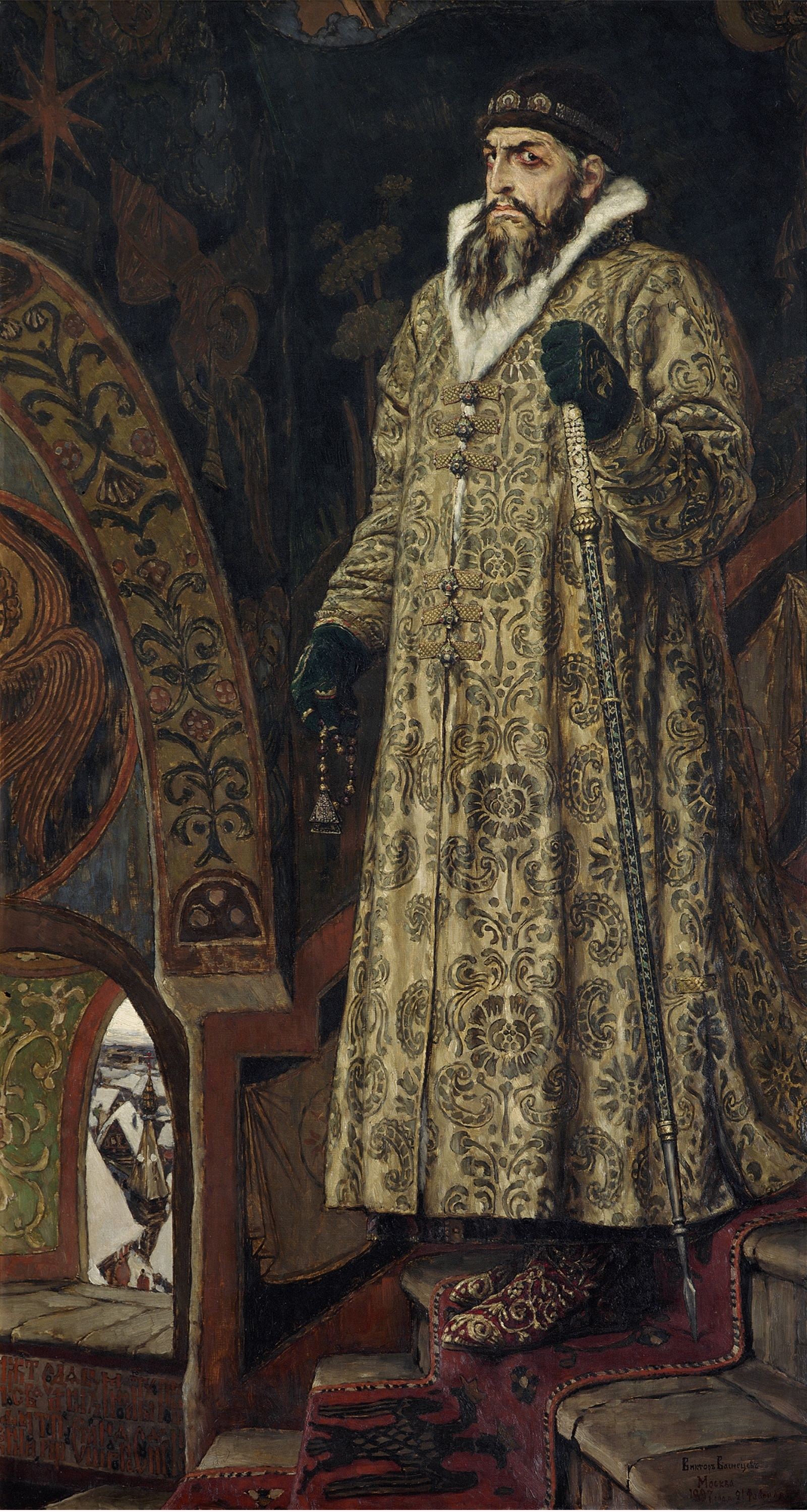
Ivã IV, o Terrível foi o primeiro monarca russo a utilizar o título de czar

Czar, csar, tsar ou tzar (em russo: царь; em búlgaro: цар; em sérvio: цар; ambos pronunciados "tsár") era o título usado pelos monarcas dos Império Búlgaro desde 913 e Império Russo entre 1546 e 1917. Foi adotado por Ivã IV da Rússia como um símbolo da natureza da monarquia russa.
Em 1721, Pedro I da Rússia adaptou o título de imperador (Император, Imperator), pelo qual ele e os seus herdeiros foram reconhecidos, e que se tornou uma outra designação para além do termo tsar, igualmente em uso. O termo também foi usado para designar os monarcas da Bulgária e depois da Sérvia.
Czarina ou tsarina é o termo usado para designar a imperatriz, czarevna/tsarevna designa a princesa (filha do czar e da sua esposa), e czaréviche/tsaréviche ou czarévitche/tsarévitche é a forma usado para o herdeiro primogénito homem. Os príncipes não legitimamente herdeiros e familiares próximos recebem a denominação de grão-príncipe (grã-princesa, Velikaya Knyaginya, no feminino) Velikiy Knyaz, equivalente ao infante da Península Ibérica.

## Etimologia
O termo "tsar" ou "czar", tal como o alemão kaiser, tem a sua origem na palavra latina Caesar.
Na opinião do filólogo Antônio Houaiss, a forma preferencial é "tsar" por ser mais próxima da pronúncia russa, embora seja mais comum o uso das grafias "czar" ou "tzar".[carece de fontes?] Dada a influência do autor, a palavra passou a ter algum uso no Brasil.
Em Portugal e no Brasil, czar é a palavra correntemente utilizada.